# Esta casa era una ruina
Esta casa era una ruina fue la versión española del reality show estadounidense Extreme makeover: Reconstrucción total. De la mano de Jorge Fernández, un equipo de arquitectos e interioristas junto a la colaboración de los vecinos, tienen el objetivo de transformar y/o rehacer una vivienda que por circunstancias varias haya quedado en un estado lamentable, en un hogar óptimo en un plazo de 10 días.
El programa se emitía una vez cada mes o cada dos meses, mediante un vídeo recopilatorio de los diez días que duraron las obras. 

## Elenco
- Jorge Fernández, presentador.
- Liuva Toledo, Decoración y mobiliario.
- Marisa Gutiérrez, arquitecta de interiores.
- Nacho Polo, decorador de exteriores y jardinería.
- Raquel Bravo, jefa de obra.
- Raúl Vaíllo, capataz de obra.
- Margot Pardos, jefa de obra
- José Luis Peinado, diseñador de interiores

## Programas
El programa más visto fue el del 8 de octubre de 2008, cuando reunió a 3.764.000 millones de espectadores, y el minuto de oro fue a las 00:13 de ese mismo día, cuando 5.100.000 millones de espectadores (40,5% de cuota de pantalla) sintonizaron el programa.

### Primera temporada
- 1.01 - Familia Albacete, de Tordera (Barcelona): 05/11/2007 
  - Colaboradores: David Bisbal
  - Audiencia: 3.664.000 espectadores y 19,9% de cuota de pantalla
- 1.02 - Familia de Jesús y Mª José, de Villarrubia de los Ojos: 03/12/2007 
  - Colaboradores: Andrés Iniesta, Nuria Fergó, Banghra.
  - Audiencia: 3.035.000 espectadores y 17,7% de cuota de pantalla
- 1.03 - Familia de Mario y Nuria, de Colmenar de Oreja (Madrid): 30/01/2008 
  - Colaboradores: Soraya
  - Audiencia: 3.230.000 espectadores y 19,0% de cuota de pantalla
- 1.04 - Familia Villanueva, de Torrevieja: 20/02/2008 
  - Colaboradores:
  - Audiencia: 3.236.000 espectadores y 19,1% de cuota de pantalla

### Segunda temporada
- 2.01 -  Familia de Agustín y Ruperta, de Corte de Peleas (Badajoz)  : 16/07/2008 
  - Colaboradores: Kiko y Shara, Rosa Clará, El Juli
  - Audiencia: 3.083.000 espectadores y 22,5% de cuota de pantalla
- 2.02 - Familia Aranda, de Canet de Mar (Barcelona) : 8/10/2008 
  - Colaboradores: Melody, Mario Casas.
  - Audiencia: 3.764.000 espectadores y 23,6% de cuota de pantalla
- 2.03 - Familia de Jesús y Mª Carmen, de La Cañada (Valencia):02/12/2008 
  - Colaboradores: - Merche** Audiencia: 3.757.000 espectadores y 22,4% de cuota de pantalla
- 2.04 - El orfanato, en San Antonio de Benagéber (Valencia): 22/12/2008 
  - Colaboradores: David Civera
  - Audiencia: 2.788.000 espectadores y 20,3% de cuota de pantalla

### Tercera temporada
- 3.01-Familia de Tomás y Estela, de Mediona (Barcelona): 21/04/2009
  - Colaboradores: OBK
  - Audiencia: 2.710.000 espectadores y 15,5% de cuota de pantalla
- 3.02-La Casa, en Yanguas (Soria): 19/06/2009
  - Colaboradores: reparto de Física o Química
  - Audiencia: 2.152.000 espectadores y 14,5% de cuota de pantalla
- 3.03-Familia de Tomás y Gema, de Guadalajara: 8/09/2009 
  - Colaboradores: El Arrebato, Jaime Cantizano, Pastora Soler
  - Audiencia: 2.145.000 espectadores y 14,8% de cuota de pantalla
- 3.04-Familia de Joaquín y Maica, de Avinyonet del Penedés: 29/12/2009 
  - Colaboradores: Carlos Baute
  - Audiencia: 2.850.000 espectadores y 15,6% de cuota de pantalla
- 3.05-Familia de Avencio y Déborah, de La Manga del Mar Menor: 04/02/2010
  - Colaboradores: Antonio Orozco y Sergio Ramos
  - Audiencia: 2.136.000 espectadores y 12,3% de cuota de pantalla

## Premios
- TP de Oro al Mejor Reality (2010).

## Audiencia Media de todas las ediciones
Estas han sido las audiencias de las tres ediciones del programa Esta casa era una ruina
| Edición                                  | Fecha       | Cadena   | Espectadores | Cuota de pantalla |
| ---------------------------------------- | ----------- | -------- | ------------ | ----------------- |
| Esta casa era una ruina: Primera edición | 2007 - 2008 | Antena 3 | 3.291.000    | 18,9%             |
| Esta casa era una ruina: Segunda edición | 2008        | Antena 3 | 3.348.000    | 22,2%             |
| Esta casa era una ruina: Tercera edición | 2009 - 2010 | Antena 3 | 2.399.000    | 14,5%             |